# 101ª Brigata di difesa territoriale
La 101ª Brigata autonoma di difesa territoriale (in ucraino 101-ша окрема бригада територіальної оборони?, 101-ša okrema bryhada terytorial'noї oborony, unità militare А7029) è la principale unità delle Forze di difesa territoriale dell'Ucraina dell'oblast' della Transcarpazia, subordinata al Comando operativo "Ovest" delle Forze terrestri.

## Storia
Costituita il 30 gennaio 2018, la brigata ha richiamato oltre 2000 riservisti della Transcarpazia per delle esercitazioni fra il 19 e il 28 settembre 2019. È stata mobilitata durante l'invasione russa dell'Ucraina del 2022. In aprile ha preso parte alla difesa di Popasna. Successivamente all'avanzata nemica e alla caduta di Sjevjerodonec'k ha contribuito alla difesa dell'area fra Sivers'k e Bachmut nel corso dell'offensiva russa nel Donbass. Il 12 settembre è morto in combattimento in questo settore il comandante del 212º Battaglione, tenente colonnello Aleksandr Šapoval. Il 3 dicembre 2022 la brigata ha ricevuto la bandiera di guerra da parte del comandante in capo delle Forze di difesa territoriale Ihor Tancjura. Ancora all'inizio del 2023 si trovava schierata di fronte alla città di Sivers'k. In primavera è stata trasferita nella regione di Sumy. Nell'agosto 2024 elementi della brigata hanno preso parte all'invasione ucraina dell'oblast' di Kursk.

## Struttura
- Comando di brigata[10]
- 68º Battaglione di difesa territoriale "Draghi Transcarpatici" (Perečyn, unità militare А7080)[11]
- 69º Battaglione di difesa territoriale (Rachiv, unità militare А7081)[12]
- 70º Battaglione di difesa territoriale (Mukačevo, unità militare А7084)[13]
- 71º Battaglione di difesa territoriale (Tjačiv, unità militare А7123)[14]
- 72º Battaglione di difesa territoriale (Chust, unità militare А7124)[15]
- 73º Battaglione di difesa territoriale (Berehove, unità militare А7125)[16]
- 212º Battaglione di difesa territoriale (Užhorod, unità militare А7369)[17]
- Compagnia sistemi senza pilota "Dyki Gazdy"
- Unità di supporto

## Comandanti
- Colonnello Viktor Nahajko (2018 - 2022)[18]
- Colonnello Dmytro Zavorotnjuk (2022 - in carica)[19]